# Werner Petersmann
Werner Petersmann (* 2. Januar 1901 in Aplerbeck (heute Dortmund-Aplerbeck); † 17. Mai 1988 in Hannover) war ein deutscher Theologe, evangelischer Pfarrer, Vertriebenenpolitiker und Bundestags-Spitzenkandidat der NPD Niedersachsen. Er war Mitglied der Evangelischen Notgemeinschaft in Deutschland.

## Leben
Petersmann wurde in Westfalen geboren und studierte Theologie. Nach seiner Ordination zum Pfarrer hatte er ein Pfarramt in Breslau inne. Petersmann wurde zum Doktor der Theologie promoviert. In den 1930er Jahren schloss er sich den Deutschen Christen an und vertrat als deren Reichsleiter völkisch-antisemitische Positionen. Im Jahr 1939 erklärte er seine Mitarbeit am Institut zur Erforschung und Beseitigung des jüdischen Einflusses auf das deutsche kirchliche Leben.
Nach 1945 gründete Petersmann in Hannover die Evangelische Flüchtlingsfürsorge. Seit 1950 war er Flüchtlingspfarrer für das Sammellager Mühlenberg bei Hannover. Dort ließ er ein schlichtes Holzkreuz aufrichten „als Zeichen des Glaubens und der Hoffnung, daß Christus auch in der Fremde und in der Not gegenwärtig ist“. Das Kreuz nahm er mit zur Lukaskirche, wo es am alten Kirchturm als „Flüchtlingskreuz“ hängt. Petersmann wurde 1953 Pfarrer der Lukaskirche in Hannover und begründete hier die sogenannten „Ostgottesdienste“, die den aus den Ostgebieten stammenden Flüchtlingen eine geistige Heimat geben sollten. Bei einem Aufenthalt in den USA wurde er Professor an der Theologischen Hochschule der Evangelical and Reformed Church, des Ablegers der deutschen Unionskirchen und einer der Vorgängerkirchen der heutigen United Church of Christ.
In den 1960er Jahren trat Petersmann der NPD bei, für die er bei der Bundestagswahl 1969 auf Platz 1 der niedersächsischen Landesliste kandidierte. Als Vorsitzender des Landeskonvents der zerstreuten evangelischen Ostkirchen nutzte er weitere Wirkungsmöglichkeiten. Er begründete und leitete die „Barsinghäuser Gespräche“, bei denen Probleme des europäischen Ostens mit Referenten auch aus dem Ausland erörtert und anschließend publiziert wurden. Am 31. Oktober 1970 unterstützte er bei einem Vortrag in Würzburg die „Aktion Widerstand“, einen der größten rechtsextremen Zusammenschlüsse nach 1945. Dabei polemisierte er gegen die Geltung des Stuttgarter Schuldbekenntnisses. Sein Angriff stützte sich auf zwei Behauptungen:
- Zum einen, das Schuldbekenntnis sei seinen Bekennern, d. h. dem Rat der Evangelischen Kirche in Deutschland (EKD), vom Weltkirchenrat aufgedrängt worden.
- Zum anderen, das Schuldbekenntnis des Rates der EKD sei ein „politisches Bekenntnis“ der Kollektivschuld des deutschen Volkes.

Die Anklage gipfelte in der These, das Schuldbekenntnis „erzeugte den Schuldmasochismus … Er ist die Grundlage für das sühnende Verzichtsdenken, das sich politisch bis heute und gerade heute auswirkt.“ Gegen die Tendenz, die Stuttgarter Erklärung „hochzujubeln“, rief Petersmann zu energischem Widerstand auf.

## Schriften
- Der „kultische“ Sinn von Erde und Volk. Klotz, Gotha 1934
- Die heilige Sache der Deutschen Christen! Quader, Breslau 1934
- Durchbruch und Durchsetzung unserer „heiligen Sache.“ In: Positives Christentum in Kirche und Reich; Winter, Gnadenfrei 1936
- Mit D. Zoellner gegen D. Zänker. Wohin Kirche Luthers? Dokumente zur jüngsten Kirchengeschichte, Brennpunkt Schlesien 2; Gnadenfrei 1936
- Fridricus (sic!) und die Kirche – im Lichte „Positiven Christentums.“ Winter, Gnadenfrei 1936
- Die Enzyklika des Westens. In: Positives Christentum. Zeitschrift der Reichsbewegung Deutsche Christen; 1. August 1937
- Mensch und Maschine. Bonner Universitätsbuchdruckerei, Bonn 1937
- Der ewige Sinn. Bonner Universitätsbuchdruckerei, Bonn 1940
- „Entjudung“ selbst der Luther-Forschung in der Frage der Stellung Luthers zu den Juden. Scheur, Bonn 19403
- Die Deutschland-Frage in Ganzheits-Schau. Vorlesung am „Tag der Deutschen Einheit“ in der Tierärztlichen Hochschule Hannover. Ein Beitrag zur Besinnung über 20 Jahre danach – und was nun? Bergstadtverlag Korn, München 1965

### Als Koautor und Herausgeber
- Werner Petersmann, Theodor Pauls: „Entjudung“ selbst der Luther-Forschung in der Frage der Stellung Luthers zu den Juden! Bonner Universitätsbuchdruckerei, Bonn 1940
- Adalbert Hudak: Die Prager Friedenskonferenz. Kirche und kommunistischer Totalstaat in der Begegnung; Nachwort und Herausgabe; Bergstadtverlag Korn, München 1964
- Alexander Evertz, Werner Petersmann, Helmuth Fechner: Revision der Denkschrift. Eine Forderung an die evangelische Kirche (= Im Mittelpunkt der Diskussion Band 7). blick + bild Verlag für Politische Bildung, Velbert/Kettwig 1966